# Un taxi color malva
Un taxi color malva (Un taxi mauve) è un film del 1977 diretto da Yves Boisset.
Basato sul libro del 1973 Un taxi mauve di Michel Déon, venne coprodotto da Francia e Italia e fu presentato al Festival di Cannes 1977.

## Trama
Una famiglia ricca, composta da fratello e sorella, vive un periodo a Eyeries sulla penisola di Beara in Irlanda.

## Colonna sonora
La colonna sonora è dei The Chieftains.